# Белух
Бе́лух (пол. Bieluch) — согласно польской мифологии дух, призрак-страж хелмских меловых подземелий, находящихся в Хелме на востоке Польши.
Белух считается духом изображённого на гербе Хелма белого медведя. Медведь жил в меловой пещере на Хелмской горе под тремя дубами. Однажды, после охоты медведь как обычно вернулся в пещеру. Он увидел в ней установленную гонтину и загоревшийся огонь. Ослеплённый яркими светом и вспышками огня, белый медведь провалился в меловые подземелья. Если Хелму угрожала опасность, медведь вновь выходил из тех подземелий.